# British Grand Prix 2014
British Grand Prix 2014 (Birmingham Grand Prix 2014) byl lehkoatletický mítink, který se konal 24. srpna 2014 v Spojeném království městě Birmingham. Byl součástí série mítinků Diamantové ligy 2014.

## Výsledky
- Archiv výsledků zde [1]

### Muži
| Disciplína       | 1. místo                     | 2. místo                  | 3. místo                 |
| 200 m            | Nickel Ashmeade 20,33        | Alonso Edward 20,35       | Rasheed Dwyer 20,58      |
| 400 m            | Kirani James 44,59           | Isaac Makwala 45,02       | Martyn Rooney 45,25      |
| 1 míle           | Asbel Kipruto Kiprop 3:51,89 | Ayanleh Souleiman 3:52,07 | Vincent Kibet 3:52,15    |
| 3 000 m překážek | Jairus Birech 8:07,80        | Brimin Kipruto 8:16,61    | Barnabas Kipyego 8:17,03 |
| Skok daleký      | Christian Taylor 809 cm      | Zarck Visser 808 cm       | Li Jinzhe 806 cm         |
| Skok do výšky    | Mutaz Essa Baršim 238 cm     | Bohdan Bondarenko 238 cm  | Derek Drouin 232 cm      |
| Hod diskem       | Robert Harting 67,57 m       | Piotr Małachowski 64,98 m | Robert Urbanek 64,27 m   |

### Ženy
| Disciplína     | 1. místo                     | 2. místo                       | 3. místo                |
| 100 m          | Kerron Stewartová 11,22      | Myriam Soumaréová 11,25        | Asha Philipová 11,26    |
| 800 m          | Lynsey Sharpová 1:59,14      | Eunice Jepkoech Sumová 1:59,42 | Brenda Martinez 1:59,56 |
| 2 míle         | Mercy Cherono 9:11,49        | Viola Kibiwot 9:12,59          | Irene Jelagat 9:12,90   |
| 100 m překážek | Dawn Harperová 12,66         | Queen Harrison 12,70           | Sally Pearsonová 12,85  |
| 400 m překážek | Kaliese Spencerová 53,80     | Eilidh Childová 54,89          | Denisa Rosolová 55,65   |
| Trojskok       | Caterine Ibargüenová 14,52 m | Olga Rypakovová 14,33 m        | Yosiris Urrutia 14,14 m |
| Skok o tyči    | Katerina Stefanidiová 457 cm | Nikoléta Kiriakopoúlou 447 cm  | Jennifer Suhrová 447 cm |
| Vrh koulí      | Valerie Adamsová 19,96 m     | Christina Schwanitzová 19,27 m | Cleopatra Borel 18,62 m |
| Hod oštěpem    | Elizabeth Gleadle 64,49 m    | Barbora Špotáková 62,89 m      | Linda Stahlová 62,75 m  |